# Motherwell Football Club 2014-2015
Questa voce raccoglie le informazioni riguardanti il Motherwell Football Club nelle competizioni ufficiali della stagione 2014-2015.

## Rosa
| N. |                        | Ruolo | Calciatore              |
| -- | ---------------------- | ----- | ----------------------- |
| 2  | Scozia (bandiera)      | D     | Craig Reid              |
| 3  | Scozia (bandiera)      | D     | Steven Hammell          |
| 4  | Scozia (bandiera)      | C     | Stewart Carswell        |
| 5  | Inghilterra (bandiera) | D     | Simon Ramsden           |
| 6  | Scozia (bandiera)      | D     | Stephen McManus         |
| 7  | Inghilterra (bandiera) | C     | Lionel Ainsworth        |
| 8  | Scozia (bandiera)      | C     | Paul Lawson             |
| 9  | Inghilterra (bandiera) | A     | John Sutton             |
| 11 | Scozia (bandiera)      | C     | Iain Vigurs             |
| 12 | Rep. Ceca (bandiera)   | P     | Dan Twardzik            |
| 13 | Fær Øer (bandiera)     | P     | Gunnar Nielsen          |
| 14 | Scozia (bandiera)      | C     | Keith Lasley (capitano) |

| N. |                              | Ruolo | Calciatore          |
| -- | ---------------------------- | ----- | ------------------- |
| 15 | Irlanda (bandiera)           | D     | Mark O'Brien        |
| 16 | Scozia (bandiera)            | A     | Robert McHugh       |
| 17 | Antigua e Barbuda (bandiera) | D     | Zaine Francis-Angol |
| 18 | Inghilterra (bandiera)       | C     | Josh Law            |
| 19 | Scozia (bandiera)            | A     | Lee Erwin           |
| 20 | Scozia (bandiera)            | D     | Fraser Kerr         |
| 21 | Scozia (bandiera)            | P     | Jack Leitch         |
| 22 | Scozia (bandiera)            | A     | Craig Moore         |
| 23 | Inghilterra (bandiera)       | D     | Adam Cummins        |
| 24 | Estonia (bandiera)           | A     | Henrik Ojamaa       |
| 25 | Scozia (bandiera)            | P     | Ross Stewart        |
| 26 | Galles (bandiera)            | C     | Jake Taylor         |

## Risultati

### Play-off
| Arbitro: | Bobby Madden |

|              |           |                                     |
| McGregor 82’ | Marcatori | 27’ Erwin 40’ McManus 46’ Ainsworth |

| Arbitro: | Craig Thomson |

|                                               |           |  |
| Johnson 52’ Ainsworth 70’ Sutton 90+3’ (rig.) | Marcatori |  |